# Онхоцеркоза
Онхоцеркозата, известна още като речна слепота и заболяване на Роблес, е заболяване, причинено от инфекция с паразитен червей Onchocerca volvulus.

## Симптоми
Симптомите включват силен сърбеж, възли под кожата и слепота. Това е втората по честота причина за слепота вследствие на инфекция, след трахома.

## Причини
Паразитният червей се разпространява чрез ухапване от черна муха от вида Simulium. Обикновено са необходими повече ухапвания преди появата на инфекцията. Тези мухи живеят в близост до реки, откъдето идва и името на заболяването. Веднъж попаднали в човека, червеите създават ларви, които си проправят път през кожата. Там те могат да инфектират следващата черна муха, която да ухапе човека.

## Диагноза
Има няколко начина за поставяне на диагноза, които включват:
- поставяне на проба от биопсия от кожата в нормален физиологичен разтвор и наблюдаване на излизащи ларви;
- търсене на ларви в окото;
- изследване на възлите под кожата за наличието на възрастни червеи.[4]

## Превенция и лечение
Не съществува ваксина срещу заболяването. Превенцията се състои в избягване на ухапвания от мухи. Това може да включва използването на репелент против насекоми и подходящо облекло. Друга мярка е тази за намаляването на популацията от мухи чрез пръскане с инсектициди. Мерки за ликвидиране на заболяването чрез лечение на цели групи хора два пъти годишно се вземат в редица райони по света.
Лечението на заразените се извършва с медикамента ивермектин на всеки шест до дванадесет месеца. Това лечение убива ларвите, но не и възрастните червеи. Има сведения, че медикаментът доксициклин, който унищожава свързаната бактерия, наречена Wolbachia, отслабва червеите и също се препоръчва от някои. Възможно е и отстраняването на възлите под кожата по хирургичен път.

## Епидемиология и история
Между 17 и 25 милиона души са заразени с речна слепота, като 0,8 милиона са с известна загуба на зрението. Най-много инфекции се срещат в Субсахарска Африка, макар че са известни и случаи в Йемен и отделни райони на Централна и Южна Америка. През 1915 г. лекарят Родолфо Роблес за пръв път свързва червея със заболяването на очите. То е включено в списъка на Световната здравна организация като пренебрегвана тропическа болест.